# Hakon Grüner-Nielsen
Hakon Grüner-Nielsen (24. juli 1881 i København - 24. februar 1953) var en dansk folklorist og organist. Han var søn af historikeren Oluf Nielsen.
Grüner-Nielsen tog 1906 magisterkonferens i dansk, historie og tysk og var arkivar ved Dansk Folkemindesamling 1906–51. Han tog også organisteksamen og var 1915–51 organist ved Kingos Kirke i København.
Grüner-Nielsen indsamlede allerede 1907 folkeviser på fonograf sammen med Evald Tang Kristensen og i 1920'erne gjorde han indsamlingsrejser til Færøerne. Han var elev af Axel Olrik og fortsatte efter dennes død udgivelsen af den af Svend Grundtvig påbegyndte "Danmarks gamle folkeviser" og udgav del 9, Danske Ridderviser (efter forarbejder ar Grundtvig og Olrik, 1920/23) og del 10:1 Tekst-Tillæg: bind I-III, nr. 1-182 (afsluttet af Karl-Ivar Hildeman, 1933/58). Sammen med Erik Abrahamsen påbegyndte Grüner-Nielsen udgivelsen af melodierne til folkeviserne. Udgav 1917 "Vore ældste Folkedanse. Langdans og Polskdans" og 1920 "Folkelig Vals", begge med nodebilag.
Han er begravet på Vestre Kirkegård.